# أونر مور
أونر مور (بالإنجليزية: Honor Moore)‏ هي مقالاتية أمريكية، ولدت في 28 أكتوبر 1945.

## وصلات خارجية
- أونر مور على موقع قاعدة بيانات برودواي على الإنترنت (الإنجليزية)
- أونر مور على موقع ديسكوغز (الإنجليزية)